# Ján Čajak
Ján Čajak (ur. 19 grudnia 1863 w Liptowskim Janie, zm. 29 maja 1944 w Petrovcu w Jugosławii) – słowacki prozaik i publicysta.
Organizował ruch kulturalno-polityczny wśród słowackiej mniejszości w Jugosławii, przewodniczył sekcji literackiej tamtejszej Macierzy Słowackiej. Napisał obszerną powieść społeczną Rodina Rovesných (1909) oraz wiele szkiców, opowiadań i nowel inspirowanych zarówno wspomnieniami rodzinnych stron (m.in. Pred oltárom 1903, Z povinnosti 1905, Strýc Miško 1910, Jožkova svadba 1913), jak i sytuacją Słowaków na obczyźnie (m.in. Únos 1907, Vohl'ady 1908, Ecce homo 1913, Cholera 1914). Dzieła te zapewniły mu wiodącą pozycję w środowisku słowackich pisarzy tworzących w Jugosławii.